# Jeon Won Diary
Jeon Won Diary (hangeul: 전원일기) è il primo EP della sotto-unità del gruppo musicale sudcoreano T-ara, T-ara N4, pubblicato nel 2013 dall'etichetta discografica Core Contents Media insieme a LOEN Entertainment.

## Il disco
A fine marzo 2013, la Core Contents Media decise di formare una sotto-unità nelle T-ara, formata dai membri Eunjung, Hyomin, Jiyeon e Areum. Precedentemente, il gruppo era già stato diviso, non ufficialmente, in piccole sotto-unita con l'uscita del singolo giapponese "Bunny Style!", nel quale erano contenuti brani cantati da due o tre membri ciascuno.
Le T-ara N4 pubblicarono video e foto teaser dal 10 al 26 aprile 2013, cominciando con Jiyeon. Il primo video teaser fu pubblicato il 15 aprile su YouTube, GomTV e altri siti di video sharing. La title track, "Jeon Won Diary", è ispirata al drama coreano degli anni 1980 dall'omonimo titolo. Prodotta da Duble Sidekick, la musica dance della canzone viene descritta "funky e intensa" combinata a elementi di hip-hop. Il video musicale, nel quale appaiono il cantante Kim Wan-sun, il politico Huh Kyung-young, l'attore Jung Woon-taek, l'ex-giocatore di baseball Yang Joon-hyuk, Kang Min-kyung delle Davichi, e Taewoon degli Speed, fu girato in tre giorni e quattro notti e fu diretto da Jo Soo-hyun, mentre la versione dance da Hong Won-ki. Inoltre, sempre nel video, appaiono Choi Boo-lam e Kim Su-mi, attori del drama omonimo, apparsi in un video musicale per la prima volta dopo undici anni. Un'altra versione del brano, con armonie e strumenti tradizionali, è stata composta da Hwang Ho-jun.
Il brano fu valutato positivamente; Grace Danbi Hong di enewsWorld apprezzò il mix di "vecchio e nuovo" nel video musicale.

## Tracce
1. Jeon Won Diary (전원일기) (feat. Duble Sidekick, Taewoon) – 3:50 (testo: Duble Sidekick – musica: Duble Sidekick, Hwang Ho-jun)
2. Can We Love (feat. Duble Sidekick) – 3:51 (Duble Sidekick)
3. Jeon Won Diary (전원일기) (Electronic) (feat. Duble Sidekick, Taewoon) – 3:50 (Duble Sidekick)
4. Jeon Won Diary (전원일기) (MR ver.) – 3:50 (Duble Sidekick)
5. Can We Love (Inst.) – 3:51 (Duble Sidekick)

Durata totale: 19:12

## Certificazioni
Corea del Sud
(vendite: 33 131+)

## Formazione
- Eunjung – voce, rapper
- Hyomin – voce, rapper
- Jiyeon – voce
- Areum – voce